# 냇 펜들턴

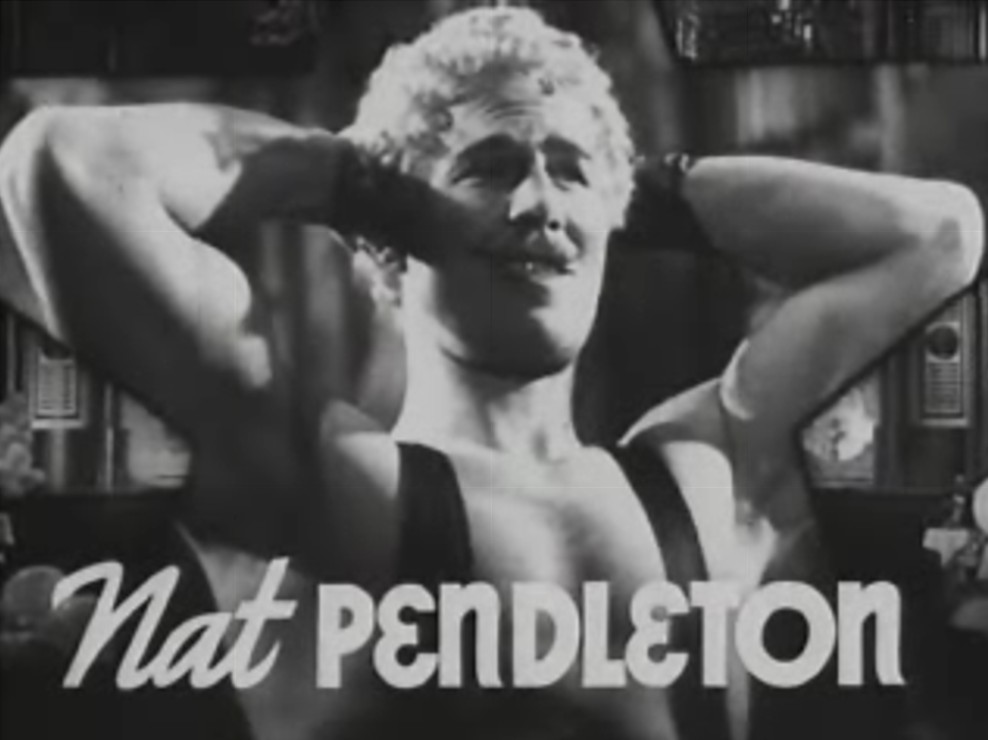

냇 펜들턴(영어: Nat Pendleton, 1895년 8월 9일 ~ 1967년 10월 12일)은 미국의 영화배우이다.
대븐포트에서 태어났으며 샌디에이고에서 사망하였다. 사인은 심근 경색이다.

## 영화
- 스케어드 투 데스 (1947년)
- 스윙 피버 (1943년)
- 벅 프라이빗 (1941년)
- 팬텀 라이더스 (1940년)
- 뉴 문 (1940년)
- 어나더 씬 맨 (1939년)
- 서커스에서 (1939년)
- 진부한 천사 (1938년)
- 위대한 지그펠드 (1936년) - 그레이트 샌도우 역
- 렉클리스 (1935년)
- 더 게이 브라이드 (1934년)
- 걸 프롬 미주리 (1934년)
- 맨하탄 멜로드라마 (1934년)
- 그림자 없는 남자 (1934년)
- 베이비 페이스 (1933년)
- 더 치프 (1933년)
- 하루 동안의 숙녀 (1933년)
- 걸 크레이지 (1932년)
- 풋볼 대소동 (1932년)
- 바다 아래 (1931년)
- 맨하튼 퍼레이드 (1931년)
- 빅 폰드 (1930년)
- 울프 선장 (1930년)
- Monsieur Beaucaire (1924년)